# Laguna de Carros
La laguna de Carros es una laguna glaciar de alta montaña situada en el municipio español de Galende,  en la provincia de Zamora y la comunidad autónoma de Castilla y León.

## Ubicación
Se encuentra enclavada al suroeste del lago de Sanabria, en las proximidades del Pico Cerdero y del pueblo de Ribadelago Nuevo.

## Protección
Está incluida dentro del territorio protegido del parque natural del Lago de Sanabria y Alrededores y por tanto sometida a la regulación y organización de ese espacio natural.
En la montaña de la comarca de Sanabria se contabilizan más de cuarenta lagunas y, de ellas, más de veinte se encuentran dentro del área de protección del Parque.

## Características
La laguna se encuentra situada a una altitud de 1350 m, por lo que es considerada de alta montaña. Cuenta con una superficie de 1,38 ha, formada por un perímetro de 0,555 km, siendo su profundidad máxima de un metro.
Al igual que otras lagunas de la zona, es de origen glaciar, formando parte del conjunto lagunar de origen glaciar de Sanabria, uno de los más importantes de España.
Cuenta con un régimen hídrico permanente, con aportaciones de aguas superficiales por pluviometría y nivación. Durante el invierno se mantiene helada debido a las bajas temperaturas del lugar.

## Geología
Las capas superiores están formadas por depósitos morrénicos, asentados sobre gneis "ollo de sapo", con sus cristales de cuarzo azul.

## Acceso
Se encuentra dentro del itinerario del GR-84, en el tramo que se comprende entre el refugio de la Odosia hasta la Casa del Parque de Rabanillo. El sendero pasa por la orilla sur de esta laguna, situada en las proximidades de los Llanos de Buleva.
Existen otras rutas que tienen su origen en el pueblo de Ribadelago Nuevo y que, tras atravesar el robledal de la zona de la Beseda, llega a esta laguna. Desde allí existe la posibilidad de continuar hacia la laguna de Sotillo e incluso continuar hacia el río Truchas y terminar en Sotillo de Sanabria.